# Dehesa de Extremadura
Los jamones y  paletas Dehesa de Extremadura es una denominación de origen protegida supraautonómica de España creada hace más de 30 años y regulada a través del Decreto 34/90 de 15 de mayo. Los jamones y paletas amparados por la DOP Dehesa de Extremadura son productos cárnicos obtenidos tras someter a las extremidades posteriores y anteriores del cerdo ibérico o sus cruces con el Duroc autorizados por la legislación nacional, garantizando un mínimo de 75 % de raza ibérica, a un proceso de salazón, lavado, post-salado, curado-maduración y envejecimiento.

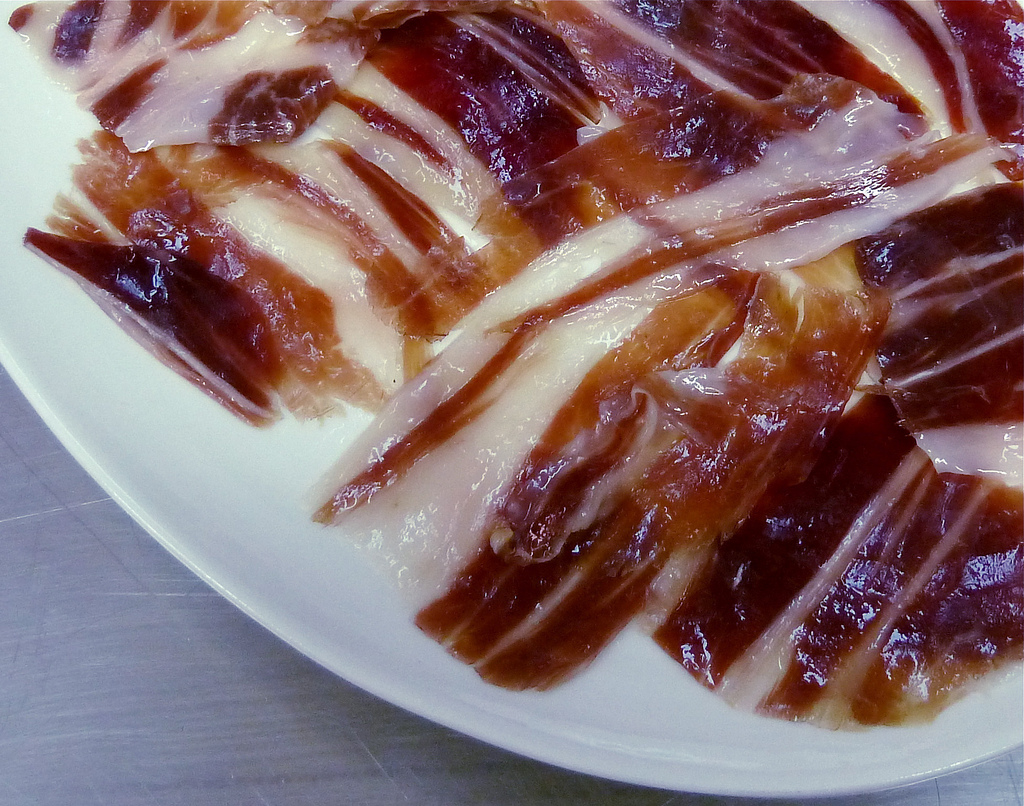
Jamón ibérico de bellota

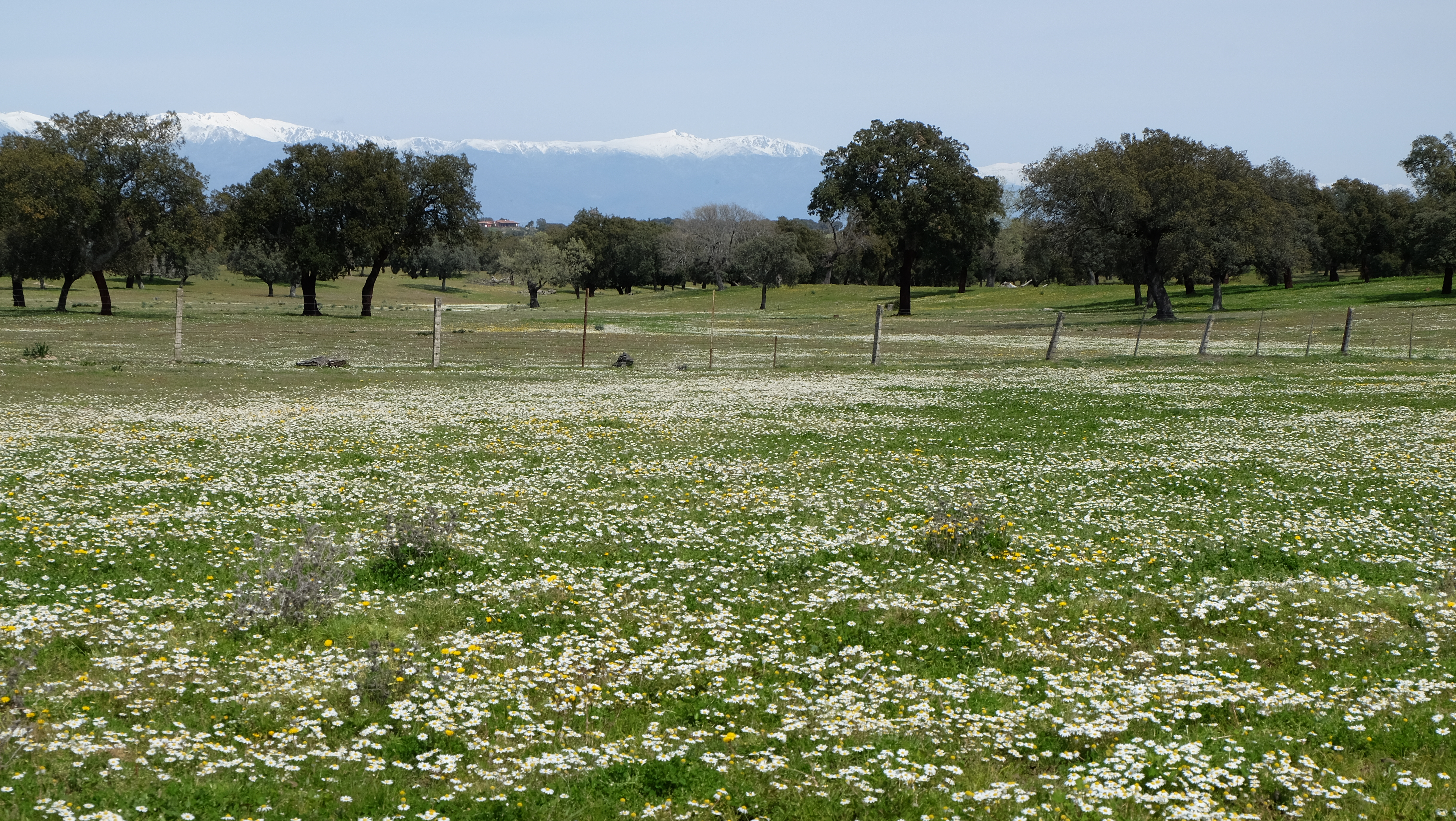
Dehesa Extremeña

## Características
- Clase I: jamón de bellota 100 % ibérico: procedentes de cerdos 100 % ibéricos que cumplen los requisitos de alimentación indicados en la descripción del producto según el apartado  cerdo de bellota o terminado en montanera.(Precinto negro / etiqueta roja)

- Paleta de bellota 100 % ibérica: procedentes de cerdos 100 % ibéricos que cumplen los requisitos de alimentación indicados en la descripción del producto según el apartado  cerdo de bellota o terminado en montanera.

- Clase II: jamón de bellota ibérico: procedentes de cerdos 75 % ibéricos que cumplen los requisitos de alimentación indicados en la descripción del producto según el apartado cerdo de bellota o terminado en montanera.(Precinto rojo / etiqueta roja)

- Paleta de bellota ibérica: procedentes de cerdos 75 % ibéricos que cumplen los requisitos de alimentación indicados en la descripción del producto según el apartado  cerdo de bellota o terminado en montanera.

- Clase III: jamón de cebo de campo 100 % ibérico: procedentes de cerdos 100 % ibéricos que cumplen los requisitos de alimentación indicados en la descripción del producto según el apartado  cerdo de cebo de campo.(Precinto verde / etiqueta verde)

- Paleta de cebo de campo 100 % ibérica: procedentes de cerdos 100 % ibéricos que cumplen los requisitos de alimentación indicados en la descripción del producto según el apartado  cerdo de cebo de campo.

- Clase IV: Jamón de cebo de campo ibérico: procedentes de cerdos 75 % ibéricos que cumplen los requisitos de alimentación indicados en la descripción del producto según el apartado  cerdo de cebo de campo.
- Paleta de cebo de campo ibérica: procedentes de cerdos 75 % ibéricos que cumplen los requisitos de alimentación indicados en la descripción del producto según el apartado cerdo de cebo de campo.(Precinto verde / etiqueta verde).

La elaboración de los jamones de Extremadura requiere un mínimo de 36 meses, llegando en algunos casos hasta los 48. Esto significa que están entre 3 y 4 años en el secadero.
El peso mínimo establecido es de 5,75 Kg para jamones y de 4,00 Kg para paletillas.
Los jamones y paletas DOP Dehesa de Extremadura son productos artesanales, limitados y dependientes de la climatología y la producción anual del ecosistema natural del que proceden.

## Zona Geográfica
La zona de producción de la materia prima está constituida por las dehesas a base de encinas y/o alcornoques, presentes en la totalidad de los términos municipales de la Comunidad Autónoma de Extremadura.
Los 84 municipios que comprenden dicha zona de elaboración y maduración son los siguientes:
1. Albalá
2. Alburquerque
3. Alconchel
4. Alcuéscar
5. Aldea del Cano
6. Aldeanueva de la Vera
7. Aldeanueva del Camino
8. Alía
9. Aliseda
10. Arroyo de la Luz
11. Arroyomolinos de la Vera
12. Barcarrota
13. Barrado
14. Baños de Montemayor
15. Berzocana
16. Bodonal de la Sierra
17. Burguillos del Cerro
18. Cabañas del Castillo
19. Cabeza la Vaca
20. Cabezabellosa
21. Cabezuela del Valle
22. Cabrero
23. Calera de León
24. Casas del Castañar
25. Casas del Monte
26. Castuera
27. Cañamero
28. Cheles
29. Collado
30. Cuacos de Yuste
31. Deleitosa
32. Don Benito
33. Feria
34. Fregenal de la Sierra
35. Fuente de Cantos
36. Fuentes de León
37. Garganta la Olla
38. Gargantilla
39. Guadalupe
40. Guijo de Santa Bárbara
41. Hervás
42. Higuera de Vargas
43. Higuera la Real
44. Jaraiz de la Vera
45. Jarandilla de la Vera
46. Jarilla
47. Jerez de los Caballeros
48. Jerte
49. La Codosera
50. La Garganta
51. La Morera
52. La Parra
53. La Roca de la Sierra
54. Logrosán
55. Mérida
56. Monesterio
57. Montanchez
58. Montemolín
59. Navaconcejo
60. Navezuelas
61. Nogales
62. Oliva de la Frontera
63. Oliva de Plasencia
64. Olivenza
65. Piornal
66. Puebla de Obando
67. Rebollar
68. Salvaleón
69. Salvatierra de los Barros
70. San Vicente de Alcántara
71. Segura de León
72. Segura de Toro
73. Táliga
74. Tornavacas
75. Torno
76. Torremejía
77. Valdastillas
78. Valencia de Alcántara
79. Valencia del Ventoso
80. Valle de Matamoros
81. Valle de Santa Ana
82. Villanueva del Fresno
83. Villar del Rey
84. Zahínos

La zona de elaboración y maduración coincide en su totalidad con la zona de producción de materia prima, Comunidad Autónoma de Extremadura.
La cría y engorde de los cerdos y la elaboración de los jamones y paletas se realizan de forma obligatoria en Extremadura.

## Etiquetado
Los jamones y paletas amparados lleván una identificación en la que figura de forma obligatoria la mención D.O.P. «Dehesa de Extremadura» y la categoría a la que pertenece.
- 1ª Clase 100% Ibérico solo montanera (Precinto negro / etiqueta roja)
- 2ª Clase 75% Ibérico solo montanera (Precinto rojo / etiqueta roja)
- 3ª Clase 100% Ibérico montanera + pienso (Precinto verde / etiqueta verde)
- 4ª Clase 75% Ibérico montanera + pienso (Precinto verde / etiqueta verde)

Pueden presentarse deshuesados, en lonchas o porciones, siempre y cuando se encuentre envasado y permita conocer su procedencia.